# Hirokazu Sasaki
Hirokazu Sasaki (jap. 佐々木 博和 Sasaki Hirokazu; ur. 16 lutego 1962) – japoński piłkarz występujący na pozycji pomocnika.

## Kariera klubowa
Od 1980 do 1992 roku występował w klubach Matsushita Electric, Verdy Kawasaki i Cerezo Osaka.